# Claude Chauchetière
Claude Chauchetière est un missionnaire jésuite, biographe et peintre français né le 7 septembre 1645 à Poitiers et mort le 17 avril 1709 à Québec.

## Biographie
Entré au noviciat des Jésuites à Bordeaux en 1663, il étudie la philosophie à Poitiers puis enseigne successivement à Tulle, à La Rochelle et à Saintes.
Envoyé en mission au Canada, il fait la connaissance de Sainte Kateri Tekakwitha, dont il réalise un portrait à l'huile. Pour la réserve de Caughnawaga, il réalise de petites peintures représentant des scènes bibliques, et illustrant les sacrements et les sept péchés capitaux.